# Kasturi (Kramatmulya)
Kasturi is een bestuurslaag in het regentschap Kuningan van de provincie West-Java, Indonesië. Kasturi telt 3603 inwoners (volkstelling 2010).